# Lyle Bettger
Lyle S. Bettger (ur. 13 lutego 1915 w Filadelfii, zm. 24 września 2003 w Atascadero) – amerykański aktor filmowy.